# Macallan
Macallan je škotski single malt viski, proizvod destilarne Easter Elchies House, iz kraja Craigellachie v Speysideu na Škotskem.

## Zgodovina destilarne
Leta 1824 je Alexander Reid, ustanovitelj destilarne pridobil licenco za proizvodnjo viskija, leta 1847 pa je po njegovi smrti vodenje obratov prevzel njegov sin. Po smrti Alexandra mlajšega sta leta 1858 vodenje podjetja prevzela James Shearer Priest in James Davidson. Destilarna je nato do leta 1996 zamenjala kar nekaj lastnikov, v tem letu pa se je podjetje preoblikovalo v Highland Distillers Ltd. in v letu 1999 postalo del koncerna Edrington Group.
Njihovi proizvodi se danes prodajajo povsod po svetu tako kot single malti kot tudi drugim destilarnam, ki Macallan dodajajo svojim blended viskijem. Med drugim je Macallan eden izmed viskijev v blendu Famous Grouse.

## Polnitve
Serija Sherry Oak (zorena v sodih sherryja):
- The Macallan 10 years old, 10 let staran viski
- The Macallan 12 years old, 12 let staran viski
- The Macallan 18 years old, 18 let staran viski
- The Macallan 25 years old, 25 let staran viski
- The Macallan 30 years old, 30 let staran viski
- The Macallan Elegancia

Serija Fine Oak (zorena v sodih bourbona):
- The Macallan 8 years old, 8 let staran viski
- The Macallan 10 years old, 10 let staran viski
- The Macallan 12 years old, 12 let staran viski
- The Macallan 15 years old, 15 let staran viski
- The Macallan 18 years old, 18 let staran viski
- The Macallan 21 years old, 21 let staran viski
- The Macallan 25 years old, 25 let staran viski
- The Macallan 30 years old, 30 let staran viski

Posebna polnitev:
- The Macallan cask strength, nerazredčen viski z visoko vsebnostjo alkohola